# 12742 Delisle
För andra betydelser, se Delisle.
12742 Delisle eller 1992 OF1 är en asteroid i huvudbältet som upptäcktes den 26 juli 1992 av den belgiske astronomen Eric W. Elst vid La Silla-observatoriet. Den är uppkallad efter astronomen Joseph-Nicolas Delisle.
Asteroiden har en diameter på ungefär 25 kilometer.